# 多明戈斯索阿里斯上校镇
多明戈斯索阿里斯上校镇是巴西巴拉那州的一个市镇。总面积1557.894平方公里，总人口7790人，人口密度5人/平方公里。